# MOJO
MOJO ou M.O.J.O. é uma micro-consola produzida pela Mad Catz, que corre aplicações Android.
Com lançamento previsto para 10 de dezembro de 2013 nos Estados Unidos e Reino Unido, vai ter ligação às lojas de aplicações Google Play e Nvidia TegraZone.

## Especificações técnicas
- Processador Nvidia Tegra[2] 4 T40S a 1.8 GHz
- 16 GB de memória interna
- 2 GB de memória RAM
- Android 4.2.2 como sistema operativo
- Google Play e Nvidia TegraZone pré-instalados
- Wi-fi 802.11 a/b/g/n
- Entrada RJ-45 para Ethernet
- Bluetooth v2.1 + 4.0
- Portas USB 2.0 e USB 3.0
- Entrada cartões MicroSD
- Ligação HDMI com suporte a 1080p
- Entrada para fones de 3.5 mm
- Comandos sem fios

## Acessórios
A MOJO é compatível como os seguintes acessórios GameSmart da Mad Catz:
- C.T.R.L.R Wireless Gamepad (Comando incluído com a consola)
- F.R.E.Q.4D Stereo Headset (fones de ouvido)
- F.R.E.Q.M Mobile Stereo Headset (fones de ouvido)
- R.A.T.M Wireless Mobile Gaming Mouse (mouse)
- M.O.U.S.9 Wireless Mouse (mouse)
- S.T.R.I.K.E.™ 3 Gaming Keyboard (teclado)